# Tranh cãi sách giáo khoa lịch sử Nhật Bản
Tranh cãi sách giáo khoa lịch sử Nhật Bản (歴史教科書問題 Rekishikyōkashomondai) liên quan đến nội dung gây tranh cãi trong một trong những sách giáo khoa lịch sử được chính phủ phê duyệt sử dụng trong giáo dục trung học (trường trung học cơ sở và trung học phổ thông) của Nhật Bản. Các tranh cãi chủ yếu liên quan đến các nỗ lực dân tộc của Nhật Bản nhằm minh oan cho các hành động của Đế quốc Nhật Bản trong thế chiến II.

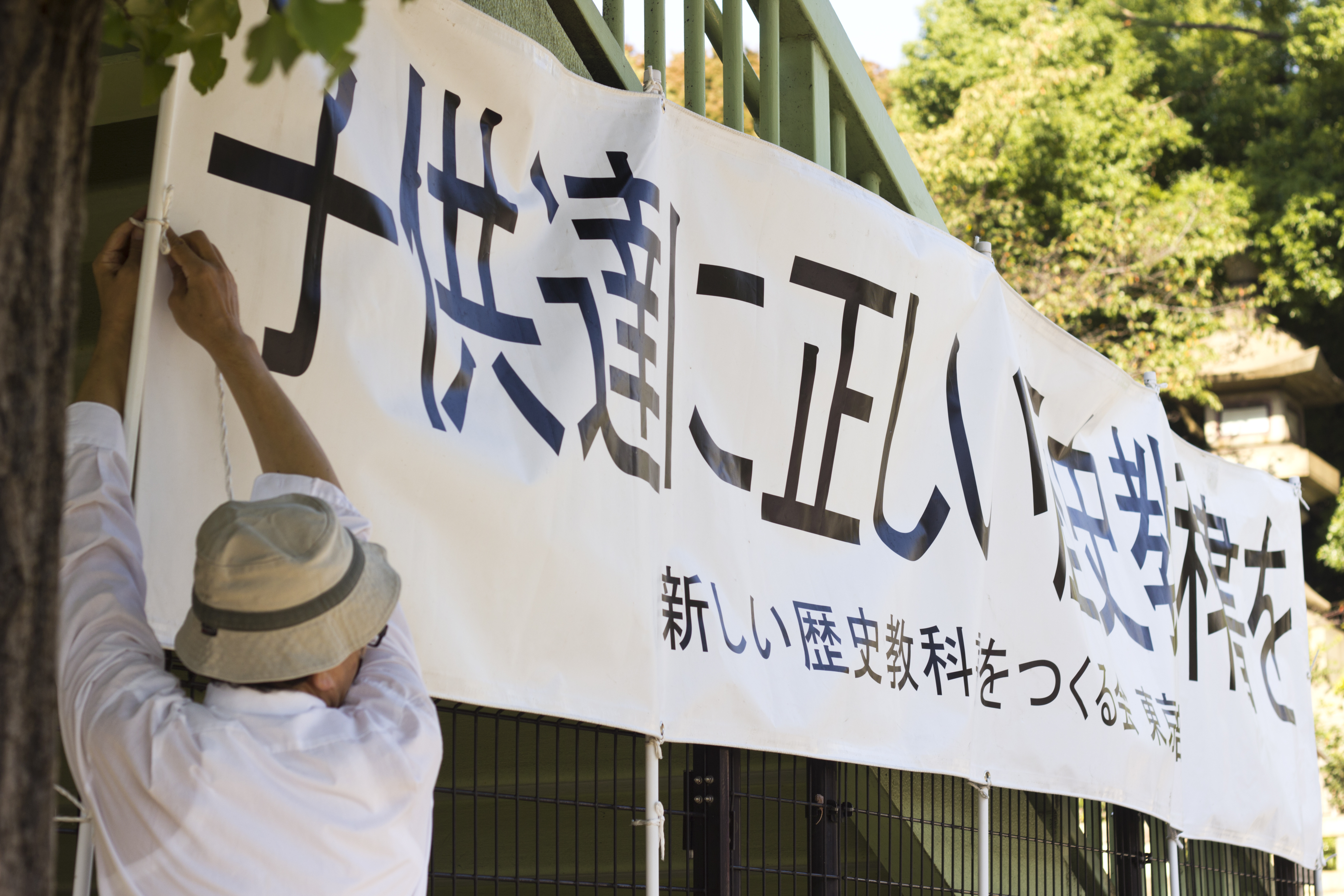
Thành viên của nhóm xét lại cánh hữu "Cải cách sách giáo khoa lịch sử Nhật Bản" giương cao biểu ngữ "[Tặng] sách giáo khoa lịch sử đúng cho trẻ em" trước Đền Yasukuni.

Một vấn đề nghiêm trọng khác là tính hợp hiến của sách giáo khoa được chính phủ phê duyệt về Thế chiến II, tội ác chiến tranh của Nhật Bản và chủ nghĩa đế quốc Nhật Bản trong nửa đầu thế kỷ 20. Các tranh cãi trong sách giáo khoa lịch sử là một vấn đề được quan tâm sâu sắc cả trong nước và quốc tế, đặc biệt là ở các quốc gia là nạn nhân của Đế quốc Nhật Bản trong chiến tranh.
Bất chấp những nỗ lực của các nhà cải cách sách giáo khoa dân tộc, vào cuối những năm 1990, các sách giáo khoa phổ biến nhất của Nhật Bản có chứa các tài liệu tham khảo, ví dụ, vụ thảm sát Nam Kinh, Đơn vị 731, và những người phụ nữ thoải mái trong Thế chiến II, tất cả các vấn đề lịch sử đã phải đối mặt những thách thức từ những người theo chủ nghĩa siêu quốc gia trong quá khứ. Cuốn sách giáo khoa gây tranh cãi gần đây nhất, Sách giáo khoa Lịch sử mới, xuất bản năm 2000, đã hạ thấp đáng kể sự gây hấn của Nhật Bản, đã bị gần như tất cả các khu học chánh của Nhật Bản xa lánh. 